# Era 2
Era 2 – drugi album zespołu Era, wydany w 2000 roku.

## Lista utworów
Opracowano na podstawie materiału źródłowego.
1. Omen Sore (4:41)
2. Divano (3:53)
3. Devore Amante (4:16)
4. Sentence (4:56) (wokal Lena Jinnegren)
5. Don't U (3:52)
6. Infanati (4:28)
7. Madona (4:19)
8. Hymne (4:56) (wokal Lena Jinnegren)
9. Misere Mani (4:07) (wokal Lena Jinnegren)
10. In Fine (4:23)

## Notowania
| Lista               | Kraj       | Pozycja | Status          |
| ------------------- | ---------- | ------- | --------------- |
| SNEP                | Francja    | 2       | platynowa płyta |
| Sverigetopplistan   | Szwecja    | 8       |                 |
| Schweizer Hitparade | Szwajcaria | 4       |                 |